# Yves Poyet
Pour les articles homonymes, voir Poyet.
Yves Poyet, né le 22 septembre 1942 à Paris et mort le 13 juin 2024 à Verdonnet (Côte-d'Or), est un artiste peintre français.

## Biographie
Son père est ferronnier d'art, son grand-père s'associe à la naissance des studios de cinéma La Victorine à Nice, son arrière-grand-père, Louis Poyet, est un graveur sur bois de la fin du XIXe siècle, ami de Gustave Eiffel et d'Étienne-Jules Marey.
Yves Poyet est né en 1942 à Paris.
École Nationale des Arts Appliqués Paris, diplôme de peinture murale.
École Nationale des Beaux Arts Paris, atelier Legueult.
Pendant longtemps, Yves Poyet a peint à l'huile avec des pigments fabriqués par lui avec de la terre d'ocre de la Puisaye. La terre est au départ ocre jaune, puis en la chauffant, on obtient une palette de dix à quinze couleurs d'ocre. 
Puis il passe de la peinture au fusain.
Installé en Bourgogne, Yves Poyet évolue à l'écart des modes et des phénomènes de groupe.
Fidèle dans le temps aux mêmes supports fondamentaux, la toile et le papier.
Il décède à son domicile le 13 juin 2024 à Verdonnet (Côte-d'Or),

## Expositions personnelles
- 1978 Maison de la Culture, Montbard, Bourgogne
- 1980 Galerie West, Rotterdam, Pays-Bas
- 1982 Ceramicolor, Frankfurt, A11emagne
- 1987 Galerie Trekanten, Sigtuna, Suède
- 1990 Château de Bussy Raburin, Bourgogne
- 1992 Centre Culturel Français Bangui  RCAA, Afrique
- 1993 Musee des Beaux-Arts, Montbard, Bourgogne
- 1994 Abbaye de Molesme, Bourgogne
- 1995 Maison de la Bourgogne, Mayence, A11emagne
- 1996 Galerie Imagine, F1av1gny-sur-Ozerain
- 1998 Osaka, Wesrin Hôtel Japon, Galerie des Remparts, Le Mans
- 1999 Le Grenier, Talant, Dijon
- 1999 Palais Ducal Nevers
- 2001 Château de Ratilly, Treigny, Yonne
- 2007 Prieuré de Vausse, Châtel-Gérard, Yonne

- 2019 Red Zone Arts Galerie, Auf dem Weg nach Tokaido (avec Aliska Lahusen), Francfort sur le Main, Allemagne